# Bilohirský rajón (Chmelnycká oblast)
Bilohirský rajón (ukrajinsky Білогірський район) byl rajón v Chmelnycké oblasti na Ukrajině. Hlavním městem byla Bilohirja a rajón měl přibližně 26 tisíc obyvatel. 

## Sídla v rajónu
- Bilohirja
- Jampil